# Wahlkreis Bramfeld – Farmsen-Berne
Der Wahlkreis 12 Bramfeld – Farmsen-Berne – Steilshoop ist ein Wahlkreis zur Wahl der Hamburgischen Bürgerschaft und der Bezirksversammlung im Bezirk Wandsbek. Er ist nach dem Hamburger Wahlrecht ein Mehrmandatswahlkreis, in dem vier Bürgerschaftsabgeordnete in Direktwahl oder nach Wahlkreislisten gewählt werden.
Der Wahlkreis umfasst die Stadtteile Farmsen-Berne, Bramfeld und Steilshoop. Er liegt im Nordosten Hamburgs. Benachbarte Wahlkreise sind Alstertal – Walddörfer im Norden, Rahlstedt im Osten, Wandsbek  und Barmbek – Uhlenhorst – Dulsberg im Süden und Fuhlsbüttel – Alsterdorf – Langenhorn im Westen.

## Strukturdaten
Im Wahlkreis leben etwa 103.000 Menschen, davon sind knapp 78.000 wahlberechtigt. Die Wahlbeteiligung lag bei den vergangenen Bürgerschaftswahlen 2015 mit 51,8 Prozent unter der Gesamtbeteiligung in Hamburg mit 56,5 Prozent.
Die Bevölkerungsdichte im Wahlkreis beträgt 4950 Einwohner/km² und liegt damit über dem Hamburger Durchschnitt von 2294 Einwohner/km². Die unter 18-Jährigen bilden einen Anteil von 16,5 Prozent an der Gesamtbevölkerung (Hamburg 15,7 Prozent), die über 65-Jährigen 20,5 Prozent (18,8 Prozent). Der Ausländeranteil bewegt sich mit 10,6 Prozent unter dem Durchschnitt von 14,8 Prozent. Der Anteil ausländischer Schüler beträgt 11,4 Prozent gegenüber 15,6 Prozent in ganz Hamburg.
In der Sozialstruktur zeichnet sich der Wahlkreis durch einen überdurchschnittlichen Anteil an Leistungsempfängern nach dem Zweiten Buch Sozialgesetzbuch (Arbeitslosengeld II, sogenanntes Hartz IV), eine höhere Arbeitslosenquote und einen erhöhten Anteil von Sozialwohnungen aus. 20,7 Prozent aller Wohnungen sind Sozialwohnungen (Hamburg 13,2 Prozent). Jedem Einwohner steht eine Wohnfläche von 35,1 Quadratmetern zur Verfügung (Hamburg 36,5 Quadratmeter), die Wohnungen sind durchschnittlich 70,2 Quadratmeter groß (71,8 Quadratmeter). Der Anteil der sozialversicherungspflichtig Beschäftigten lag im Jahre 2006 mit 50,3 Prozent über dem Hamburger Durchschnitt von 47,3 Prozent. Die Arbeitslosenquote betrug im September desselben Jahres 8,8 Prozent und lag damit über der Quote von 7,8 Prozent in ganz Hamburg. Ein großer Teil der Arbeitslosen erhält Leistungen nach dem Sozialgesetzbuch II (Hartz IV), im Juni 2006 waren es im Gebiet des Wahlkreises 6,6 Prozent der Bevölkerung, in Hamburg durchschnittlich 5,7 Prozent. Von der Gesamtbevölkerung des Wahlkreises erhielt im September 2006 gut jeder Siebte Hartz-IV-Leistungen (13,3 Prozent) gegenüber im Durchschnitt 11,9 Prozent in Hamburg.
Die Kriminalitätsrate liegt im Wahlkreis Bramfeld – Farmsen-Berne unter dem Hamburger Durchschnitt. Die Zahl der gesamten Straftaten je 1000 Einwohner beträgt 98 (Hamburg 137 je 1000 Einwohner), die Zahl der Gewaltdelikte vier (Hamburg fünf) und die Zahl der Diebstähle 48 je 1000 Einwohner (Hamburg 63).

## Wahlen

### Bürgerschaftswahl 2020
Zur Bürgerschaftswahl in Hamburg 2020 traten im Wahlkreis Bramfeld – Farmsen-Berne acht Parteien mit eigenen Wahlkreislisten an. Insgesamt bewarben sich 40 Kandidaten um ein Mandat (Reihenfolge wie auf dem Stimmzettel).
- SPD (8 Kandidaten)
- CDU (8 Kandidaten)
- Die Linke (7 Kandidaten)
- FDP (3 Kandidaten)
- Grüne (4 Kandidaten)
- AfD (3 Kandidaten)
- ÖDP (2 Kandidaten)
- Freie Wähler (5 Kandidaten)

77.080 Personen waren wahlberechtigt. Jeder Wähler hatte fünf Stimmen für die Landesliste und fünf Stimmen für die Wahlkreislisten. Diese Stimmen konnten beliebig auf die Kandidaten und Gesamtlisten der Parteien verteilt werden. Die Wahlbeteiligung betrug 56,3 Prozent. Für die Landesliste wurden 211.985 gültige Stimmen abgegeben, für die Wahlkreislisten insgesamt 209.340.
Gewählte Abgeordnete:
- Regina-Elisabeth Jäck (SPD)
- Lars Pochnicht (SPD)
- Sandro Kappe (CDU)
- Dennis Paustian-Döscher (Grüne)

Ergebnis der Bürgerschaftswahl 2020 im Wahlkreis 12 Bramfeld – Farmsen-Berne
| Partei       | Landesliste Parteistimmen in Prozent | Wahlkreisliste in Prozent | Landesliste Parteistimmen | Landesliste Listenstimmen | Landesliste Persönlichkeitsstimmen | Wahlkreisliste |
| ------------ | ------------------------------------ | ------------------------- | ------------------------- | ------------------------- | ---------------------------------- | -------------- |
| SPD          | 48,0                                 | 41,8                      | 101.758                   | 42.688                    | 56.830                             | 87.451         |
| CDU          | 11,0                                 | 18,0                      | 23.271                    | 14.402                    | 8.494                              | 37.732         |
| Die Linke    | 7,3                                  | 9,2                       | 15.380                    | 9.811                     | 5.404                              | 19.223         |
| FDP          | 3,6                                  | 3,1                       | 7.541                     | 4.810                     | 2.616                              | 6.432          |
| Grüne        | 16,5                                 | 16,8                      | 34.889                    | 20.030                    | 14.639                             | 35.234         |
| AfD          | 7,7                                  | 7,9                       | 16.406                    | 11.381                    | 4.795                              | 16.444         |
| ÖDP          | 0,8                                  | 1,6                       | 1.747                     | 1.402                     | 340                                | 3.320          |
| Freie Wähler | 0,9                                  | 1,7                       | 2.001                     | 1.433                     | 558                                | 3.504          |

Auf die Landeslisten der Parteien ohne eigene Wahlkreislisten entfielen 4,3 Prozent der abgegebenen gültigen Stimmen.

### Bürgerschaftswahl 2015
Zur Bürgerschaftswahl in Hamburg 2015 traten im Wahlkreis Bramfeld – Farmsen-Berne acht Parteien mit eigenen Wahlkreislisten an. Insgesamt bewarben sich 43 Kandidaten um ein Mandat (Reihenfolge wie auf dem Stimmzettel).
- SPD (8 Kandidaten)
- CDU (8 Kandidaten)
- FDP (8 Kandidaten)
- Die Linke (8 Kandidaten)
- Grüne (6 Kandidaten)
- AfD (3 Kandidaten)
- Piraten (1 Kandidat)
- NPD (1 Kandidat)

77.842 Personen waren wahlberechtigt. Jeder Wähler hatte fünf Stimmen für die Landesliste und fünf Stimmen für die Wahlkreislisten. Diese Stimmen konnten beliebig auf die Kandidaten und Gesamtlisten der Parteien verteilt werden. Die Wahlbeteiligung betrug 51,8 Prozent. 3,7 Prozent der abgegebenen Stimmzettel für die Landesliste sowie 3,5 Prozent der Stimmzettel für die Wahlkreislisten waren ungültig. Für die Landesliste wurden 192.181 gültige Stimmen abgegeben, für die Wahlkreislisten insgesamt 191.510.
Gewählte Abgeordnete:
- Jens-Peter Schwieger (SPD)
- Regina-Elisabeth Jäck (SPD)
- Lars Pochnicht (SPD)
- Thomas Kreuzmann (CDU)

| Partei    | Landesliste Parteistimmen in Prozent | Wahlkreisliste in Prozent | Landesliste Parteistimmen | Landesliste Listenstimmen | Landesliste Persönlichkeitsstimmen | Wahlkreisliste |
| --------- | ------------------------------------ | ------------------------- | ------------------------- | ------------------------- | ---------------------------------- | -------------- |
| SPD       | 53,3                                 | 49,7                      | 102.440                   | 43.477                    | 58.963                             | 95.173         |
| CDU       | 15,2                                 | 19,2                      | 29.232                    | 16.348                    | 12.884                             | 36.686         |
| Die Linke | 6,9                                  | 7,5                       | 13.281                    | 8.228                     | 5.053                              | 14.303         |
| FDP       | 5,4                                  | 4,6                       | 10.464                    | 5.271                     | 5.193                              | 8.819          |
| Grüne     | 7,4                                  | 8,5                       | 14.208                    | 8.855                     | 5.353                              | 16.193         |
| AfD       | 7,9                                  | 8,2                       | 15.277                    | 11.181                    | 4.096                              | 15.789         |
| Piraten   | 1,3                                  | 1,6                       | 2.565                     | 1.982                     | 583                                | 3.101          |
| NPD       | 0,6                                  | 0,8                       | 1.153                     | 829                       | 324                                | 1.446          |

Auf die Landeslisten der Parteien ohne eigene Wahlkreislisten entfielen 2,0 Prozent der abgegebenen gültigen Stimmen.

### Bürgerschaftswahl 2011
Zur Bürgerschaftswahl in Hamburg 2011 traten im Wahlkreis Bramfeld – Farmsen-Berne sieben Parteien mit eigenen Wahlkreislisten an. Insgesamt bewarben sich 42 Kandidaten um ein Mandat (Reihenfolge wie auf dem Stimmzettel).
- CDU (8 Kandidaten)
- SPD (8 Kandidaten)
- GRÜNE/GAL (8 Kandidaten)
- Die Linke (8 Kandidaten)
- FDP (8 Kandidaten)
- ödp (1 Kandidat)
- NPD (1 Kandidat)

76.791 Personen waren wahlberechtigt. Jeder Wähler hatte fünf Stimmen für die Landesliste und fünf Stimmen für die Wahlkreislisten. Diese Stimmen konnten beliebig auf die Kandidaten und Gesamtlisten der Parteien verteilt werden. Die Wahlbeteiligung betrug 51,8 Prozent. 3,8 Prozent der abgegebenen Stimmzettel für die Landesliste sowie 4,2 Prozent der Stimmzettel für die Wahlkreislisten waren ungültig. Für die Landesliste wurden 192.181 gültige Stimmen abgegeben, für die Wahlkreislisten insgesamt 191.510.
Gewählte Abgeordnete:
- Thomas Kreuzmann (CDU)
- Ingo Egloff (SPD)
- Carola Thimm (SPD)
- Jens-Peter Schwieger (SPD)

Der Abgeordnete Egloff rückte nach der Senatsbildung für den neuen Ersten Bürgermeister Olaf Scholz in den Deutschen Bundestag nach und legte sein Bürgerschaftsmandat nieder. Für ihn kam Lars Pochnicht in die Hamburgische Bürgerschaft.
| Partei    | Landesliste Parteistimmen in Prozent | Wahlkreisliste in Prozent | Landesliste Parteistimmen | Landesliste Listenstimmen | Landesliste Persönlichkeitsstimmen | Wahlkreisliste |
| --------- | ------------------------------------ | ------------------------- | ------------------------- | ------------------------- | ---------------------------------- | -------------- |
| CDU       | 21,6                                 | 22,3                      | 41.993                    | 23.311                    | 18.682                             | 42.942         |
| SPD       | 54,2                                 | 53,7                      | 105.305                   | 50.640                    | 54.665                             | 103.273        |
| GRÜNE/GAL | 7,6                                  | 9,2                       | 14.749                    | 8.877                     | 5.872                              | 17.740         |
| Die Linke | 5,9                                  | 7,0                       | 11.564                    | 6.973                     | 4.591                              | 13.466         |
| FDP       | 5,2                                  | 5,2                       | 10.164                    | 5.465                     | 4.699                              | 10.102         |
| NPD       | 1,4                                  | 1,8                       | 2.740                     | 1.723                     | 1.017                              | 3.534          |
| ödp       | 0,3                                  | 0,7                       | 649                       | 384                       | 265                                | 1.435          |

Auf die Landeslisten der Parteien ohne eigene Wahlkreislisten entfielen 3,8 Prozent der abgegebenen gültigen Stimmen.

### Wahl der Bezirksversammlung 2011
Zur Wahl der Bezirksversammlung Wandsbek traten im Wahlkreis Bramfeld – Farmsen-Berne sechs Parteien mit eigenen Wahlkreislisten und insgesamt 65 Kandidaten an (Reihenfolge wie auf dem Stimmzettel).
- CDU (16 Kandidaten)
- SPD (16 Kandidaten)
- GRÜNE/GAL (16 Kandidaten)
- FDP (8 Kandidaten)
- Die Linke (8 Kandidaten)
- NPD (1 Kandidat)

Zur Wahl der Bezirksversammlung waren auch Staatsangehörige der Mitgliedstaaten der Europäischen Union wahlberechtigt. Die Anzahl der Wahlberechtigten war mit 79.381 Personen deshalb größer als bei der Bürgerschaftswahl. Jeder Wähler hatte fünf Stimmen für die Landesliste und fünf Stimmen für die Wahlkreislisten. Diese fünf Stimmen konnten beliebig auf die Kandidaten und Gesamtlisten der Parteien verteilt werden. Die Wahlbeteiligung betrug 52,0 Prozent. 4,6 Prozent der abgegebenen Stimmzettel für die Bezirkslisten und 5,0 Prozent der abgegebenen Stimmzettel für die Wahlkreislisten waren ungültig. Insgesamt wurden 193.771 gültige Stimmen für die Bezirkslisten und 192.561 gültige Stimmen für die Wahlkreislisten abgegeben.
| Partei    | Bezirksliste Parteistimmen in Prozent | Wahlkreisliste in Prozent | Bezirksliste Parteistimmen | Bezirksliste Listenstimmen | Bezirksliste Persönlichkeitsstimmen | Wahlkreisliste |
| --------- | ------------------------------------- | ------------------------- | -------------------------- | -------------------------- | ----------------------------------- | -------------- |
| SPD       | 52,7                                  | 51,5                      | 102.132                    | 66.387                     | 35.745                              | 99.143         |
| CDU       | 21,7                                  | 23,7                      | 42.114                     | 28.669                     | 13.445                              | 46.637         |
| GRÜNE/GAL | 9,8                                   | 10,6                      | 18.931                     | 11.744                     | 7.187                               | 20.339         |
| Die Linke | 6,9                                   | 7,3                       | 13.334                     | 8.152                      | 5.182                               | 14.025         |
| FDP       | 5,1                                   | 5,0                       | 9.919                      | 5.950                      | 3.969                               | 9.664          |
| NPD       | 1,7                                   | 1,9                       | 3.340                      | 2.084                      | 1.256                               | 3.753          |

Auf Parteien ohne Wahlkreisliste entfielen 2,1 Prozent der gültigen Stimmen.

### Bürgerschaftswahl 2008
Zur Bürgerschaftswahl in Hamburg 2008 traten im Wahlkreis Bramfeld – Farmsen-Berne fünf Parteien mit eigenen Wahlkreislisten und ein Einzelbewerber an. Insgesamt bewarben sich 36 Kandidaten um ein Mandat.
- CDU (4 Kandidaten)
- SPD (8 Kandidaten)
- GAL (7 Kandidaten)
- FDP (8 Kandidaten)
- Die Linke (8 Kandidaten)
- Harry Schaub (Einzelbewerber)

76.753 Personen waren wahlberechtigt. Jeder Wähler hatte eine Stimme für die Landesliste und fünf Stimmen für die Wahlkreislisten. Diese fünf Stimmen konnten beliebig auf die Kandidaten und Gesamtlisten der Parteien verteilt werden. Die Wahlbeteiligung betrug bei der Landesliste 60,4 Prozent und bei den Wahlkreislisten 60,3 Prozent. 1,1 Prozent der abgegebenen Stimmzettel für die Landesliste sowie 3,6 Prozent der Stimmzettel für die Wahlkreislisten waren ungültig. Für die Landesliste wurden 45.873 gültige Stimmen abgegeben, für die Wahlkreislisten insgesamt 217.852.
Gewählte Abgeordnete:
- Thomas Kreuzmann (CDU)
- Olaf Böttger (CDU)
- Ingo Egloff (SPD)
- Carola Thimm (SPD)

| Partei       | Landesliste in Prozent | Wahlkreisliste Parteistimmen in Prozent | Landesliste | Wahlkreisliste Parteistimmen | Wahlkreisliste Listenstimmen | Wahlkreisliste Persönlichkeitsstimmen |
| ------------ | ---------------------- | --------------------------------------- | ----------- | ---------------------------- | ---------------------------- | ------------------------------------- |
| CDU          | 43,0                   | 39,3                                    | 19.725      | 85.719                       | 59.426                       | 26.293                                |
| SPD          | 36,4                   | 37,2                                    | 16.687      | 80.972                       | 42.293                       | 38.679                                |
| GAL          | 6,2                    | 8,8                                     | 2.854       | 19.071                       | 9.422                        | 9.649                                 |
| FDP          | 4,2                    | 5,5                                     | 1.930       | 11.907                       | 5.995                        | 5.912                                 |
| Die Linke    | 7,1                    | 8,5                                     | 3.273       | 18.477                       | 10.056                       | 8.421                                 |
| Harry Schaub |                        | 0,8                                     |             | 1.706                        | 448                          | 1.258                                 |

Auf die Landeslisten der Parteien ohne eigene Wahlkreislisten entfielen 2,7 Prozent der abgegebenen gültigen Stimmen.

### Wahl der Bezirksversammlung 2008
Zur Wahl der Bezirksversammlung Wandsbek traten im Wahlkreis Bramfeld – Farmsen-Berne sechs Parteien mit eigenen Wahlkreislisten und insgesamt 54 Kandidaten an.
- CDU (8 Kandidaten)
- SPD (17 Kandidaten)
- GAL (7 Kandidaten)
- FDP (10 Kandidaten)
- Die Linke (11 Kandidaten)
- HeimatHamburg (1 Kandidat)

Zur Wahl der Bezirksversammlung waren auch Staatsangehörige der Mitgliedstaaten der Europäischen Union wahlberechtigt. Die Anzahl der Wahlberechtigten war mit 79.087 Personen deshalb größer als bei der Bürgerschaftswahl. Jeder Wähler hatte eine Stimme für die Landesliste und fünf Stimmen für die Wahlkreislisten. Diese fünf Stimmen konnten beliebig auf die Kandidaten und Gesamtlisten der Parteien verteilt werden. Die Wahlbeteiligung bei den Wahlkreislisten betrug 59 Prozent. 4,1 Prozent der abgegebenen Stimmzettel für die Wahlkreislisten waren ungültig. Insgesamt wurden 219.413 gültige Stimmen abgegeben.
| Partei        | Sitze | Wahlkreisliste Parteistimmen in Prozent | Wahlkreisliste Parteistimmen | Wahlkreisliste Listenstimmen | Wahlkreisliste Persönlichkeitsstimmen |
| ------------- | ----- | --------------------------------------- | ---------------------------- | ---------------------------- | ------------------------------------- |
| CDU           | 3     | 39,2                                    | 85.973                       | 57.778                       | 28.195                                |
| SPD           | 3     | 36,3                                    | 79.712                       | 42.970                       | 36.742                                |
| GAL           | 1     | 9,8                                     | 21.544                       | 11.531                       | 10.013                                |
| FDP           | 0     | 5,4                                     | 11.675                       | 5.787                        | 5.888                                 |
| Die Linke     | 1     | 8,3                                     | 18.151                       | 9.933                        | 8.218                                 |
| HeimatHamburg | 0     | 1,1                                     | 2.358                        | 1.624                        | 734                                   |

### Bürgerschaftswahlen 1966–2020
Die Bürgerschaftswahlen waren bis einschließlich 2004 reine Listenwahlen ohne Wahlkreise. Dargestellt werden deshalb im Zeitraum von 1966 bis 2004 (6.–18. Wahlperiode) die zusammengefassten Wahlergebnisse der Stadtteile im Wahlkreis. Für die Jahre ab 2008 ist das Ergebnis der Landesliste, das für die Mehrheitsverhältnisse in der Bürgerschaft entscheidend ist, angegeben. Es werden nur die Parteien aufgeführt, die im dargestellten Zeitraum in mindestens einem Stadtteil des Wahlkreises einmal mehr als fünf Prozent der abgegebenen gültigen Wählerstimmen auf sich vereinen konnten. In der Summe kann das Ergebnis einer Wahl deshalb kleiner 100 Prozent sein. Alle Ergebnisse sind in Prozent angegeben.
| Partei             | 1966 | 1970 | 1974 | 1978 | 6/1982 | 12/1982 | 1986 | 1987 | 1991 | 1993 | 1997 | 2001 | 2004 | 2008 | 2011 | 2015 | 2020 |
| ------------------ | ---- | ---- | ---- | ---- | ------ | ------- | ---- | ---- | ---- | ---- | ---- | ---- | ---- | ---- | ---- | ---- | ---- |
| SPD                | 65,7 | 60,6 | 49,2 | 57,2 | 48,4   | 58,1    | 47,5 | 51,4 | 55,3 | 47,5 | 42,4 | 41,0 | 34,8 | 36,4 | 54,2 | 53,3 | 48,0 |
| Grüne              |      |      |      |      | 6,3    | 5,2     | 8,0  | 4,8  | 5,1  | 10,3 | 9,6  | 5,2  | 7,6  | 6,2  | 7,6  | 7,4  | 16,5 |
| CDU                | 25,0 | 28,5 | 35,9 | 32,8 | 39,1   | 34,0    | 39,4 | 37,6 | 31,3 | 21,4 | 27,2 | 23,6 | 46,5 | 43,0 | 21,6 | 15,2 | 11,0 |
| AfD                |      |      |      |      |        |         |      |      |      |      |      |      |      |      |      | 7,9  | 7,7  |
| Die Linke          |      |      |      |      |        |         |      |      |      |      |      |      |      | 7,1  | 5,9  | 6,9  | 7,3  |
| FDP                | 5,4  | 6,0  | 11,4 | 4,5  | 4,8    | 2,1     | 3,9  | 5,3  | 4,2  | 3,2  | 2,7  | 4,0  | 2,8  | 4,2  | 5,2  | 5,4  | 3,6  |
| DVU                |      |      |      |      |        |         |      |      |      | 3,5  | 7,0  | 1,1  |      | 1,5  |      |      |      |
| Pro DM/Schill      |      |      |      |      |        |         |      |      |      |      |      | 0,2  | 4,3  |      |      |      |      |
| Schill/Offensive D |      |      |      |      |        |         |      |      |      |      |      | 22,5 | 0,2  |      |      |      |      |
| STATT              |      |      |      |      |        |         |      |      |      | 5,4  | 3,8  | 0,5  |      |      |      |      |      |
| REP                |      |      |      |      |        |         |      |      | 1,4  | 4,9  | 1,9  | 0,1  |      |      |      |      |      |

## Belege
Strukturdaten
- Wahlkreis Bramfeld – Farmsen-Berne. In: Statistisches Amt für Hamburg und Schleswig-Holstein (Hrsg.): Wahl zur hamburgischen Bürgerschaft 2008, Strukturdaten der Wahlkreise. (statistik-nord.de [PDF; 68 kB]).

Wahlen
- Statistisches Amt für Hamburg und Schleswig-Holstein: Bürgerschaftswahl 2020, Ergebnisse in Wahlkreis 12. Abgerufen am 9. Januar 2022.
- Statistisches Amt für Hamburg und Schleswig-Holstein: Bürgerschaftswahl. In: Wahldatenbank seit 1965. Abgerufen am 1. Januar 2008.
- Wahlkreis 12 Bramfeld – Farmsen-Berne. Landeslisten-Stimmen im Vergleich zur Bürgerschaftswahl 2004. In: Statistisches Amt für Hamburg und Schleswig-Holstein (Hrsg.): Endgültiges Ergebnis der Bürgerschaftswahl Hamburg 2008. 6. März 2008 (statistik-nord.de [PDF; 4 kB]).
- Wahlkreis 12 Bramfeld - Farmsen - Berne. Parteistimmen. In: Statistisches Amt für Hamburg und Schleswig-Holstein (Hrsg.): Endgültiges Ergebnis der Bürgerschaftswahl Hamburg 2008. 6. März 2008 (statistik-nord.de [PDF]).
- Wahlkreis 12 Bramfeld - Farmsen - Berne. Parteistimmen. In: Statistisches Amt für Hamburg und Schleswig-Holstein (Hrsg.): Endgültiges Ergebnis der Bezirksversammlungswahl 2008. (statistik-nord.de [PDF; 39 kB]).
- Wahl zur Bürgerschaft und die Wahlen zu den Bezirksversammlungen am 24. Februar 2008. In: Justizbehörde der Freien und Hansestadt Hamburg (Hrsg.): Amtlicher Anzeiger. Teil II des Hamburgischen Gesetz- und Verordnungsblattes. Bekanntmachungen. Nr. 21, 14. März 2008, S. 660, 672–673 (hamburg.de [PDF; 200 kB]).
- Wahl zur Bürgerschaft und die Wahl zu den Bezirksversammlungen am 24. Februar 2008. In: Justizbehörde der Freien und Hansestadt Hamburg (Hrsg.): Amtlicher Anzeiger. Teil II des Hamburgischen Gesetz- und Verordnungsblattes. Bekanntmachungen. Nr. 22, 18. März 2008, S. 700–701 (hamburg.de [PDF; 296 kB]).

Einzelnachweise und Anmerkungen
1. 1 2  Anlage zu § 18 Absatz 8. In: Gesetz über die Wahl zur hamburgischen Bürgerschaft. 28. Juli 2007, abgerufen am 18. Februar 2016.
2. 1 2 3 4 5 6  Parteistimmen sind die Summe der Listenstimmen und Persönlichkeitsstimmen. Listenstimmen wurden für die Wahlkreisliste einer Partei abgegeben. Persönlichkeitsstimmen wurden für einzelne Kandidaten abgegeben. Jeder Wähler hatte fünf Stimmen, die beliebig verteilt werden konnten.
3. 1 2  § 4. In: Gesetz über die Wahl zu den Bezirksversammlungen. 5. Juli 2004, abgerufen am 18. Februar 2016.
4. 1 2  Zulassung der Wahlvorschläge für die Wahl zur Bürgerschaft und die Wahl zu den Bezirksversammlungen am 24. Februar 2008. In: Justizbehörde der Freien und Hansestadt Hamburg (Hrsg.): Amtlicher Anzeiger. Teil II des Hamburgischen Gesetz- und Verordnungsblattes. Nr. 10, 5. Februar 2008, S. 3, 5, 33–35, 95–97 (hamburg.de [PDF; 1,6 MB]).